# Vlag van Astrachan (stad)
De vlag van Astrachan is in gebruik sinds 2 december 1997 en toont een wit veld, met een tweezijdige afbeelding in het midden van het vlagelement van het wapen van de stad Astrachan - een gouden, koninklijke, kroon met vijf bogen en groene voering; daaronder een Oosters zilveren zwaard met een gouden handvat, het scherpe uiteinde naar rechts. De totale breedte van de afbeelding van het belangrijkste element van het wapen op de vlag van de stad Astrachan (de kroon) zijn 1/5 van de lengte van het vlaggendoek bedragen. Aan de onderkant van de vlag worden twee golven van azuurblauwe kleur geplaatst; de totale breedte van de golven zijn 3/10e van de breedte van de vlag zijn".